# Avedillo de Sanabria
Avedillo de Sanabria (en senabrés Avediellu) es una localidad española del municipio de Cobreros, en la provincia de Zamora y la comunidad autónoma de Castilla y León.

## Contexto geográfico
Es un pueblo de la provincia de Zamora situado en la falda de la sierra de La Cabrera Baja, en los montes de León.
Se encuentra ubicado en la comarca de Sanabria, al noroeste de la provincia. Pertenece al municipio de Cobreros, junto con las localidades de: Barrio de Lomba, Castro de Sanabria, Cobreros, Limianos de Sanabria, Quintana de Sanabria, Riego de Lomba, San Martín del Terroso, San Miguel de Lomba, San Román de Sanabria, Santa Colomba de Sanabria, Sotillo de Sanabria y Terroso.
Avedillo se encuentra situado en pleno parque natural del Lago de Sanabria, el mayor lago de origen glaciar de España, además de un espacio natural protegido de gran atractivo turístico.

## Demografía
El número de habitantes ha ido descendiendo en la localidad de modo paulatino desde la mitad del siglo XX, llegando a los 13 habitantes en 2024 según el INE.

## Etimología
La palabra Avedillo se podría relacionar con la palabra latina vitellum (ternerillo) o con vitulus (ternero). Existen palabras en castellano y en inglés derivadas de estas dos que tienen la misma raíz. Ad (preposición que significa a o hacia) más vitellum significaría, pues algo como para el ternero o hacia el ternero.
Por otra parte podría significar Ad Viam Coeli (hacia la vía del cielo). Esto se explicaba porque el camino al monte de Avedillo era una vía romana que daba acceso a Galicia por Porto y que lo del cielo estaría relacionado con las alturas que alcanzaba esa vía romana, que aún quedan restos entre Puebla de Sanabria y Otero de Sanabria. También quedan restos de esta calzada junto al lago de Sanabria, en el término de Sotillo.

## Historia
Existe una leyenda en Avedillo que identifica sus orígenes con el de un pequeño campamento romano con el que se guardaba la subida hacia el puerto (Porto). Aún hoy se dice que hay un "castiellu" justo en el cerro llamado "El Castro" detrás de las casas cercanas a la iglesia y que si se dan golpes en la parte alta retumba en el interior como si estuviese hueco. También podría relacionarse con castros celtas. En este "castiellu" se encontraron restos antiguos de cerámica (sigillata) en estratos relativamente profundos, en un talud o terraplén.
Por otro lado parece ser que había piedras grabadas con inscripciones romanas pero que buena parte de ellas se las habían llevado al cercano San Miguel para hacer las paredes de las casas de los ricos del pueblo.
Todavía se puede ver una columna sujetando la viga exterior de un balcón en Avedillo, entrando en la parte de abajo a la izquierda una viga completamente llena de hendiduras, aunque no tienen nada que se pareciera a escritura romana.
En todo caso, durante la Edad Media Avedillo quedó integrado en el Reino de León, cuyos monarcas habrían acometido la repoblación de la localidad dentro del proceso repoblador llevado a cabo en Sanabria. Tras la independencia de Portugal del reino leonés en 1143 la localidad habría sufrido por su situación geográfica los conflictos entre los reinos leonés y portugués por el control de la frontera, quedando estabilizada la situación a inicios del siglo XIII.
Posteriormente, en la Edad Moderna, Avedillo fue una de las localidades que se integraron en la provincia de las Tierras del Conde de Benavente y dentro de esta en la receptoría de Sanabria. No obstante, al reestructurarse las provincias y crearse las actuales en 1833, la localidad pasó a formar parte de la provincia de Zamora, dentro de la Región Leonesa, quedando integrado en 1834 en el partido judicial de Puebla de Sanabria.
Finalmente, en torno a 1850, el antiguo municipio de Avedillo se integró en el de Cobreros.

## Arte
Tiene una pequeña iglesia datada en el siglo XVII, pero que puede tener su origen en otra más antigua. Está dedicada a El Salvador (Cristo El Salvador, no confundir con San Salvador).

## Sociedad
La suerte del pueblo es muy similar a la de los otros pueblos sanabreses, que malvivían de la agricultura y la ganadería, lo que provocó una emigración que comenzó siendo a las colonias de ultramar, como Argentina y Cuba, y dejando a las mujeres el trabajo del campo y el cuidado de niños y ancianos. Posteriormente la emigración fue hacia Madrid, Bilbao y Barcelona.
Las fiestas patronales están dedicadas a San Juan, cariñosamente llamado San Juanico.